# Loi portant réforme de la protection juridique des majeurs
En France, la loi no 2007-308 du 5 mars 2007 portant réforme de la protection juridique des majeurs, entrée en vigueur le 1er janvier 2009, rénove les dispositifs issus de deux lois antérieures :
- la loi du 18 octobre 1966 relative aux tutelles aux prestations sociales ;
- la loi du 3 janvier 1968 relative à la protection des majeurs.

Cette réforme était nécessaire, notamment en raison de l'explosion du nombre de mesures de protection liées au vieillissement de la population : « En effet, la loi de 1968, conçue pour quelques milliers de personnes, ne répondait plus aux besoins actuels des majeurs protégés, estimés à 700 000 [...] ». 

## Les grandes orientations de la loi

### Une plus grande prise en compte de la personne protégée
La loi consacre la protection de la personne elle-même et non plus seulement celle de son patrimoine. Les droits et la volonté de la personne à protéger sont davantage pris en compte, comme on peut le voir dans l'article 415 du Code civil français : 
« Les personnes majeures reçoivent la protection de leur personne et de leurs biens que leur état ou leur situation rend nécessaire selon les modalités prévues au présent titre.
Cette protection est instaurée et assurée dans le respect des libertés individuelles, des droits fondamentaux et de la dignité de la personne.
Elle a pour finalité l'intérêt de la personne protégée. Elle favorise, dans la mesure du possible, l'autonomie de celle-ci.

Elle est un devoir des familles et de la collectivité publique. »
— Article 415 du Code civil
Par ailleurs, il y a un changement de vocabulaire. On ne parle plus dans le texte de « personnes incapables », mais de « majeur ou personne protégé(e) » ou de « personne sous tutelle ou sous curatelle ».

### Le recentrement des mesures de protection sur les personnes souffrant d'une altération de leurs facultés
La loi recentre les mesures de protection sur les personnes souffrant d'une altération de leurs facultés, comme on peut le voir dans l'article 425 du Code civil : 
« Toute personne dans l’impossibilité de pourvoir seule à ses intérêts en raison d’une altération, médicalement constatée, soit de ses facultés mentales, soit de ses facultés corporelles de nature à empêcher l’expression de sa volonté peut bénéficier d’une mesure de protection juridique prévue au présent chapitre. »
— Article 425 du Code civil
Ainsi, les termes de prodigalité, d'oisiveté et d'intempérance disparaissent de la loi et ne sont plus des causes justifiant une mesure de protection. 
De plus la réforme réaffirme les principes fondamentaux de la protection juridique des majeurs qui sont la nécessité, la subsidiarité et la proportionnalité. 
La notion de nécessité implique qu'une mesure de protection n'est mise en place qu'en cas de la reconnaissance de l'altération des facultés de la personne par un médecin choisi sur une liste établie par le Procureur de la République. La notion de subsidiarité implique qu'une mesure moins contraignante n'a pas pu suffire à protéger la personne. Enfin, la notion de proportionnalité implique une individualisation des mesures, avec des droits plus ou moins restreints selon les capacités de la personne. Ces deux principes sont intégrés dans l'article 428 du Code civil : 
« La mesure de protection ne peut être ordonnée par le juge qu'en cas de nécessité et lorsqu'il ne peut être suffisamment pourvu aux intérêts de la personne par l'application des règles du droit commun de la représentation, de celles relatives aux droits et devoirs respectifs des époux et des règles des régimes matrimoniaux, en particulier celles prévues aux articles 217,219,1426 et 1429, par une autre mesure de protection judiciaire moins contraignante ou par le mandat de protection future conclu par l'intéressé.

La mesure est proportionnée et individualisée en fonction du degré d'altération des facultés personnelles de l'intéressé. »
— Article 428 du Code civil
La limitation des mesures, avec un réexamen obligatoire et systématique permet d’ajuster les mesures selon l’évolution des personnes. Ainsi, la prise en charge des majeurs protégés est personnalisée.

## Les nouvelles mesures introduites par la loi

### Suppression de la Tutelle aux Prestations Sociales Adulte et mise en place de nouvelles mesures d'accompagnement social et juridique
La loi trace une ligne de partage entre les mesures de protection juridique et les systèmes d'aide et d'action sociale. Concrètement, cela s'est traduit par une nette séparation entre les mesures d'accompagnement que sont la Mesure d'Accompagnement Social Personnalisé (MASP) et la Mesure d'Accompagnement Judiciaire (MAJ) qui remplacent les anciennes Tutelles aux Prestations Sociales adultes (TPSA), et les mesures de protection juridique. Ainsi, les mesures dépendent des difficultés et des besoins des majeurs protégés :  
- les mesures d'accompagnement sont destinées aux personnes en grande difficulté sociale, dont la santé et/ou la sécurité peuvent être compromises en raison de difficultés à gérer des prestations sociales, mais qui ne présentent pas d'altération des facultés personnelles[11]
- les mesures de protection juridique concernent les personnes dont les facultés personnelles sont altérées ; cette altération peut toucher leurs facultés mentales et/ou leurs facultés corporelles et empêche l'expression de leur volonté[12].

### L'instauration du mandat de protection future
La loi a créé un dispositif complètement nouveau : le mandat de protection future. Il s'agit de la possibilité offerte pour toute personne qui n'est pas protégée de désigner une ou plusieurs personnes pour la représenter le jour où elle sera incapable d'exprimer sa volonté.

## Les mesures régies par la loi

### Les mesures de protection juridique

#### La sauvegarde de justice
La sauvegarde de justice est un régime minimal de protection qui s'adresse à deux types de publics :
- les personnes atteintes de troubles momentanés et légers de leurs facultés mentales ;
- les personnes atteintes de troubles plus importants et qui sont dans l'attente d'une mesure de curatelle ou de tutelle[14].

La sauvegarde de justice ne peut dépasser un an, elle est renouvelable une fois par le juge des tutelles. La durée totale ne peut donc excéder deux ans.

#### La curatelle
La curatelle est un régime de protection destiné à des personnes qui ne sont pas hors d'état d'agir elles-mêmes mais qui ont besoin d'être assistées et contrôlées de façon continue dans les actes de la vie civile. La curatelle est donc un régime d'assistance.
Le juge fixe la durée, qui ne peut excéder cinq ans. Cependant, il peut décider de la renouveler pour une durée plus longue si l'altération des facultés du majeur protégé apparaît irrémédiable. 

#### La tutelle
La tutelle est le régime de protection le plus lourd pour les personnes qui souffrent d'une altération des capacités mentales et/ou corporelles qui les empêche d'agir par elles-mêmes et qui les oblige à être représentées en permanence pour les actes de la vie civile. Il s'agit d'un régime d'incapacité d'exercice.  
Le juge fixe la durée, qui ne peut excéder cinq ans. Cependant, il peut décider de la renouveler pour une durée plus longue si l'altération des facultés du majeur protégé apparaît irrémédiable. 

### Les mesures d'accompagnement social et judiciaire

#### La Mesure d'Accompagnement Social et Personnalisé (MASP)
La MASP est une mesure administrative, gérée par les conseils généraux, qui s'adresse à un public bien défini. Il s'agit de bénéficiaires de prestations sociales ayant des difficultés de gestion de ces prestations qui menacent leur santé ou leur sécurité. 
Le but de cette mesure est de permettre au majeur concerné de gérer à nouveau ses prestations sociales de manière autonome. La mesure prend la forme d'un contrat entre la personne et le conseil général et repose sur des engagements réciproques. Le majeur bénéficie d'une aide à la gestion de ses prestations sociales et de l'ensemble de son budget, ainsi que d'un accompagnement social individualisé. 
Il existe deux possibilités de mise en œuvre de la mesure : 
- la personne gère ses prestations sociales et bénéficie de conseils sur cette gestion ;
- la personne autorise le département à assurer la gestion directe des prestations[21].

Dans les deux cas, la durée de la mesure peut être fixée de six mois à deux ans. Elle est renouvelable après évaluation. La durée totale ne peut excéder quatre ans.
En cas de non-respect du contrat, le Conseil général peut saisir le juge d'instance pour mettre en place une mesure plus contraignante :
« Si le majeur refuse ou ne respecte pas le contrat, et qu'il n'a pas payé son loyer depuis deux mois, le président du conseil général peut demander au juge d'instance que les prestations sociales soient directement versées au bailleur, à hauteur du loyer et des charges dues. Ce prélèvement ne peut excéder deux ans renouvelables, sans que sa durée puisse excéder quatre ans. Il ne peut pas avoir pour effet de le priver des ressources nécessaires à sa subsistance et à celle des personnes qu'il a à sa charge. Le président du conseil général peut à tout moment demander au juge d'instance de faire cesser cette mesure. »
— Article L. 271-1 du Code de l'action sociale et des familles
Les prestations concernées par la MASP sont les suivantes :
- l'Aide personnelle au logement (APL) et l'Allocation de Logement Social (ALS) lorsqu'elle n'est pas versée en tiers payant ;
- l'Allocation Personnalisée d'Autonomie si elle n'est pas versée directement aux services d'aide à domicile, aux établissements et services pour personnes âgées ou aux unités de soins de longue durée ;
- l'Allocation de Solidarité aux Personnes Âgées (ASPA) ;
- l'Allocation Supplémentaire d'Invalidité (ASI) ;
- l'Allocation Adulte Handicapé (AAH), son complément de ressources et la Majoration pour la Vie Autonome (MVA) ;
- la Prestation de Compensation du Handicap à domicile ;
- le Revenu de Solidarité Active (RSA).

#### La Mesure d'Accompagnement Judiciaire (MAJ)
La MAJ, comme son nom l'indique, est une mesure judiciaire. Elle est ordonnée par le juge des tutelles, saisi par le Procureur de la République à la suite d'un rapport du Président du Conseil général. 
En effet, cette mesure, respectant le principe de subsidiarité, ne peut être prononcée qu'après l'échec de la mesure administrative MASP, c'est-à-dire si celle-ci n'a pas pu rétablir l'autonomie de l'individu dans la gestion de ses ressources et si la santé et la sécurité de la personne sont de ce fait menacées. À la différence de celle-ci, la MAJ est une mesure contraignante qui s'impose au majeur. Un mandataire judiciaire à la protection des majeurs perçoit les prestations sociales sur un compte ouvert au nom de la personne. Il doit les gérer dans l'intérêt de la personne, en tenant compte de son avis et de sa situation familiale, tout en exerçant sur elle une action éducative en vue de rétablir son autonomie dans la gestion de ses ressources. 
Rappelons toutefois que la MAJ n'entraîne aucune incapacité : la personne concernée peut procéder à tous les actes de la vie civile.
Le juge fixe la durée de la mesure qui ne peut excéder deux ans. Elle peut être renouvelée pour deux ans par décision spécialement motivée du juge, à la demande de la personne protégée, du mandataire judiciaire à la protection des majeurs ou du procureur de la République. La durée totale ne peut excéder quatre ans.
Les personnes pour lesquelles la mesure n'a pas permis un retour à l'autonomie peuvent être réorientées vers une MASP. S'il est fait le constat d'une altération des facultés de la personne, le mandataire judiciaire peut l'accompagner dans une démarche de placement sous mesure de protection.